# ونسان واناش
ونسان واناش (فرانسوی: Vincent Vanasch‎؛ زادهٔ ۲۱ دسامبر ۱۹۸۷) بازیکن هاکی روی چمن اهل بلژیک است.